# Nuraghe Antigori

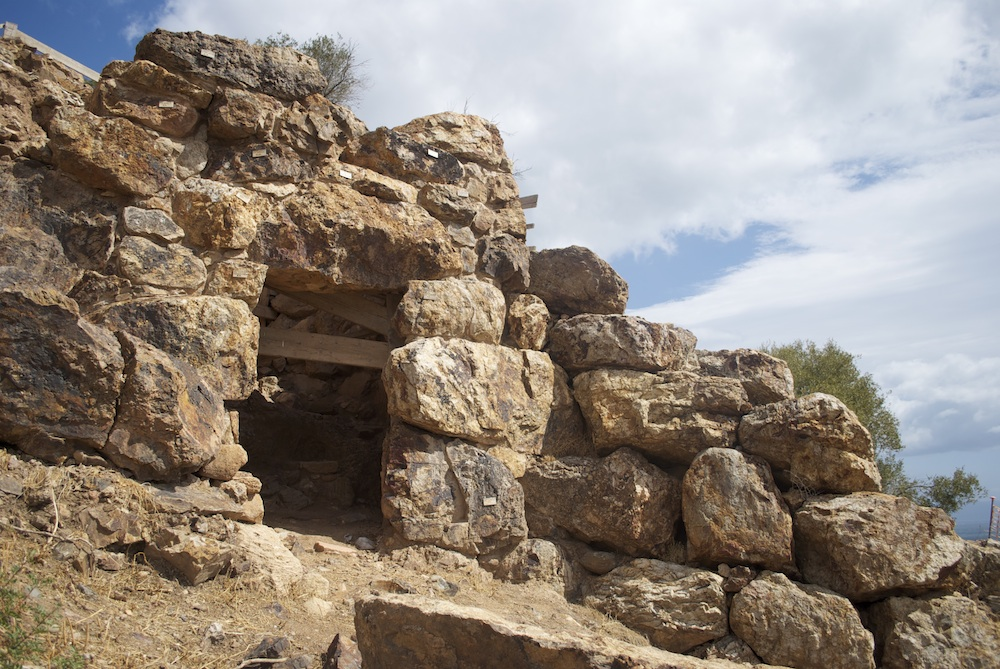
L'ingresso meridionale al complesso nuragico, dopo i recenti scavi e il restauro. Si nota un vano di accesso al corridoio che portava al grande cortile e ad una torre laterale.

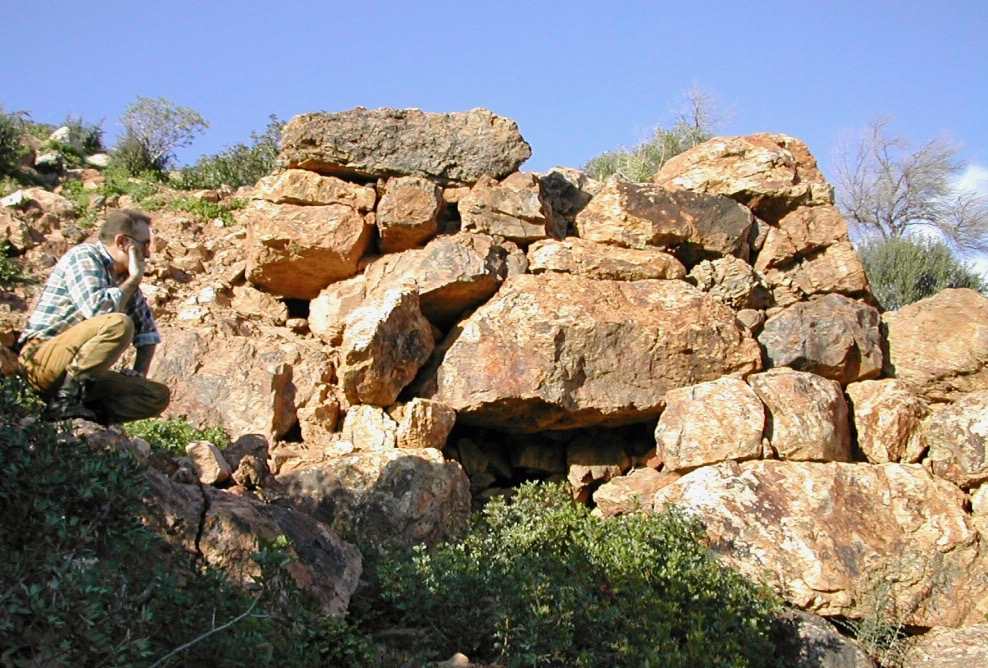
L'ingresso al complesso nuragico, prima dei recenti scavi.

Il nuraghe Antigori è un complesso nuragico risalente al II millennio a.C. situato nel comune di Sarroch, nella città metropolitana di Cagliari.

## Descrizione
Il sito sorge su una cima rocciosa detta Antigori, su cui sono sparsi i resti delle diverse torri, la maggior parte delle quali in precario stato di conservazione; l'unica torre visitabile all'interno è la torre C che presenta la classica copertura a thòlos. È rimasta inoltre quasi intatta una piccola cinta muraria mentre sono ancora osservabili le basi delle capanne che costituivano un piccolo villaggio.

## Gli scavi
Il sito venne scavato nel 1982 da Maria Luisa Ferrarese Ceruti e nel 1994 da Roberta Relli. Gli scavi restituirono varie ceramiche nuragiche e micenee (provenienti dall'Argolide, da Creta, e da Cipro) del tipo Miceneo III B e Miceneo III C risalenti rispettivamente al XIV-XIII e al XIII-XII secolo a.C. a testimonianza degli importanti scambi che ebbero luogo fra la civiltà nuragica e quella micenea. La segnalazione venne effettuata dai fratelli Giulio e Roberto Copparoni che nel 1981 consegnarono alla Dottoressa Ceruti alcune scatole di frammenti ceramici rinvenuti in loco nella terra sconvolta da scavi clandestini. I giovani appassionati si resero subito conto della particolarità di questi frammenti ceramici, perché alcuni dei quali presentavano una tecnica di lavorazione assai particolare, inoltre oltre ad alcune decorazioni policrome si potevano scorgere delle figure geometriche e delle stilizzazioni di possibili figure marine, tipiche della civiltà micenea. Venne anche consegnata una piccola ascia bipenne in piombo.
Venne rinvenuto inoltre del ferro, che in quel periodo incominciò a diffondersi presso le popolazioni antiche, proveniente da Cipro.

## Ipotesi
David Ridgway della University of Edinburgh ha ipotizzato che la Stele di Nora possa forse fare un riferimento alla distruzione di un villaggio nuragico, forse proprio il Nuraghe Antigori.